# Vosegus
Vosegus (às vezes Vosagus ou Vosacius) foi o nome usado no Império Romano para um deus céltico de caçada e de previsão. Sobre artefatos raros conhecidos Vosegus é mostrado com um arco e escudo, acompanhado de um cachorro. O centro da área onde Vosegus era cultuado era em torno do Donon. No topo de uma montanha existia um templo dedicado a Vosegus.
Mais tarde na religião galo-romana, Vosegus foi o deus patrono das Vosges na Gália oriental. Seu nome está atestado em cerca de cinco inscrições da Alemanha ocidental e da França oriental, duas vezes na forma Vosego Silv(estri) e uma vez como Merc(úrio) Vos(ego).